# Tegovište
Tegovište (cyr. Теговиште) – wieś w Serbii, w okręgu pczyńskim, w gminie Vladičin Han. W 2011 roku liczyła 131 mieszkańców.